# Before Present
Before present ("prima del [tempo] presente", abbreviato in BP), è l'espressione inglese che si riferisce a una scala del tempo usata in archeologia, geologia e altre discipline scientifiche per specificare quando accaddero gli eventi nel passato. 

## Significato
Invece di usare la datazione "a.C.-d.C.", si misura la distanza di un evento direttamente da oggi.

Poiché il "tempo presente" muta continuamente, si è adottata la convenzione di fissare l'anno 1950 come punto di partenza della scala (di un'era, o periodo o epoca). Per esempio, 1500 "BP" significa 1500 anni prima del 1950, vale a dire, nell'anno 450.
Da notare che nella letteratura di origine anglosassone viene spesso usata l'abbreviazione ya derivata da years ago (anni fa) con lo stesso significato di BP. La suddetta abbreviazione può essere usata in combinazione con i prefissi k, m o b, per indicare migliaia, milioni o miliardi. Ad esempio kya significa "mille anni fa". Come prefissi possono anche essere utilizzati quelli del Sistema Internazionale, quindi k, M e G rispettivamente.
La sigla BP può essere considerata un'abbreviazione di Before Physics (prima della fisica).

## Datazione con il radiocarbonio
All'inizio del 1954, i metrologi stabilirono il 1950 come l'anno di origine per la scala BP, nell'ambito della datazione con radiocarbonio usando come riferimento un campione di acido ossalico del 1950:
( Currie Lloyd A, The Remarkable Metrological History of Radiocarbon Dating [II] (PDF), in Journal of Research of the National Institute of Standards Technology, vol. 109, marzo-aprile 2004,  pp. 185-217 (archiviato dall'url originale il 23 ottobre 2004).)
L'anno 1950 venne scelto poiché è l'anno in cui vennero definite le curve di calibratura per la datazione con il radiocarbonio, e anche per onorare la pubblicazione delle prime date del radiocarbonio nel dicembre del 1949. L'anno 1950 è anche conveniente perché esso predata la verifica atmosferica delle armi nucleari su larga scala, le quali venivano ad alterare il rapporto globale tra il carbonio 14 e il carbonio 12.
La scala BP è adesso d'uso comune per le date stabilite con altri mezzi diversi dalla datazione con il radiocarbonio . La pratica di ancorare il "presente" al 1950 è generalmente seguita , sebbene periodi del lontano passato (per. es., 500.000 anni fa) hanno tipicamente incertezze di tale grandezza che la differenza fra il 1950 e il presente anno diventa insignificante.

## Calibrazione del radiocarbonio
Le date determinate usando la datazione al radiocarbonio si dividono in due categorie: non-calibrate (uncalibrated) (anche dette Libby o grezze) e calibrate (dette anche date di Cambridge). Le datazioni non-calibrate al radiocarbonio possono essere espresse usando gli anni BP; tuttavia, esse non sono identiche alle date del calendario. Questo dipende dal fatto che il livello del radiocarbonio atmosferico (carbonio 14 o 14C) non è stato esattamente costante durante l'arco di tempo in cui si può usare la datazione al radiocarbonio. Le età ricavate con il radiocarbonio non-calibrato possono essere convertite nelle date di calendario per mezzo delle curve di calibrazione, basate sul confronto delle datazioni grezze al radiocarbonio di campioni datati indipendentemente con altri metodi, come la dendrocronologia (che calcola l'età in base al numero degli anelli di crescita degli alberi) e la stratigrafia (che calcola l'età in base agli strati di sedimenti nella fanghiglia o nelle rocce sedimentarie). Tali date calibrate vengono espresse come cal BP, dove "cal" indica "anni di calendario" o "anni calibrati".